# Завада (Любартівський повіт)
Завада (пол. Zawada) — село в Польщі, у гміні Острувек Любартівського повіту Люблінського воєводства.
Населення — 236 осіб (2011).
У 1975-1998 роках село належало до Люблінського воєводства.

## Демографія
Демографічна структура станом на 31 березня 2011 року:
|          | Загалом | Допрацездатний вік | Працездатний вік | Постпрацездатний вік |
| -------- | ------- | ------------------ | ---------------- | -------------------- |
| Чоловіки | 128     | 28                 | 89               | 11                   |
| Жінки    | 108     | 18                 | 57               | 33                   |
| Разом    | 236     | 46                 | 146              | 44                   |